# Ciarán Cuffe
Ciarán Cuffe (ur. 3 kwietnia 1963 w Shankill) – irlandzki polityk, architekt i nauczyciel akademicki, poseł do Dáil Éireann w latach 2002–2011, działacz Partii Zielonych, deputowany do Parlamentu Europejskiego IX kadencji.

## Życiorys
Ukończył studia w dziedzinie planowania przestrzennego i architektury na University College Dublin. Kształcił się również w Istituto Universitario di Architettura di Venezia. Został wykładowcą urbanistyki w Dublin Institute of Technology. Działacz Amnesty International, An Taisce oraz Dublin Cycling Campaign.
W latach 80. działał w studenckim ruchu na rzecz ratowania zabytków Dublina. Od 1982 związany z Partią Zielonych. W latach 1991–2003 był członkiem dublińskiej rady miasta. W 1997 po raz pierwszy bezskutecznie kandydował do Dáil Éireann. Mandat poselski uzyskał w wyborach w 2002, w 2007 z powodzeniem ubiegał się o reelekcję. 23 marca 2010 w ramach zmian kadrowych w rządzie został mianowany ministrem stanu (niewchodzących w skład zasadniczego składu gabinetu) do spraw ogrodnictwa, zrównoważonego transportu, planowania i ochrony zabytków. Zakończył urzędowanie w styczniu 2011, gdy jego ugrupowanie opuściło koalicję. W wyborach w 2011 nie został wybrany na kolejną kadencję. W 2014 powrócił w skład stołecznej rady miejskiej.
W 2019 uzyskał mandat posła do Parlamentu Europejskiego IX kadencji. W grudniu 2024 wybrany na współprzewodniczącego Europejskiej Partii Zielonych (wspólnie z Wulą Tsetsi).